# Naturpark Fläming
Naturpark Fläming er en naturpark i Sachsen-Anhalt. Naturreservatet der åbnede 2005, omfatter et areal på 82.425 hektar og ligger i det sydvestlige Fläming mellem Elbaue og Naturpark Hoher Fläming i Brandenburg.
Højderyggen er dannet i istiden og er samtidig et historisk kulturlandskab i det sydvestlige Brandenburg og det østlige Sachsen-Anhalt.
I århundreder var højderyggen sprog-grænsen mellem det slaviske og tyske sprog og senere mellem Kurfyrstendømmet Sachsen og Brandenburg.
Kurfyrstendømmet Sachsen
De første tyske borganlæg , klostre og og stenkirker opstod i naturparkens område i slutningen af det 10. århundrede. Navnet Fläming stammer fra flamlænderne, der efter grundlæggelsen af af det historiske landskab Markgrevskabet Brandenburg i et stort antal bosatte sig i området.
Ved siden de kendte kulturbyer Wittenberg, Coswig og Rosslau er borgen i Lindau, slottet Bärenthoren og slottet Kropstädt af betydning. Som i hele Fläming er der i naturparken mange velholdte middelalderkirker.

## Natur
Typisk for parken er det vekselende landskab af skov, enge og dyrkede landbrugsarealer mellem de naturskønne vandløb i et blødt bakkelandskab, der når sit højdepunkt på det 185 meter høje Michelsberg nær Straach. Den højeste bakke i hele Fläming er det 201 m høje Hagelberg 201 m i naboparken Hoher Fläming.
Bifloderne Nuthe, Zahna og Rossel i parken flyder ud i Elben:
Der er også mange naturskønne vandløb som ved Olbitz, Ziekoer Bach, Grieboer Bach eller Rischebach. Floderne og vandløbene driver de mange fredede vandmøller som f.eks den aktive Nuthe-vandmølle ved Zerbst og kobberhammermøllen fra 1600 ved floden Rossel nær Thiessen, som giver et historisk indblik i, hvordan man forarbejdede kobber før i tiden.
Parken har ingen større søer, men nær Deetz ved Nuthes nordlige løb der Deetzer Teich, en 57 hektar kunstig sø fra 1583. Med søbad og bådsudlejning og Karpe|karpefiskeri i september, efter at dammen er tømt for vand.

## Flora
Naturparken har en mangesidet planteverden med blandingsskove af fyr, eg, bøg, og el. Mellem Schleesen og Golmenglin ligger nogle af Hohen Flämings naturskønne bøge-vinter-egeskove. Ved Schleesen er der bestande af den gamle lægeplante Liden Singrønn, der formodentlig stammer fra en tidligere kirkegård. På engene og på de ikke dyrkede arealer finder man bl.a. volverlej, skovmærke, hvid anemone, klokkeensian og orkideer.
Også uden for Tyskland er fyrretræsplanteskolen Bärenthorener Kiefernwirtschaft ved Polenzko, som 1884 blev grundlagt af Friedrich von Kalitsch. Den danner med sit areal på 193 hektar et kulturelt skovmindesnærke. I gennem skoven går en naturlæresti Naturlehrpfad, som er en vandrevej, der fører ud til særlige naturvidenskabelige eller kulturelle steder i landskabet. Det kan f.eks være viden om flora og fauna, geologi, økologi og kulturhistorie, der formidles.

## Fauna
Af særligt nævneværdige dyrearter i parken er der dådyr, vildsvin, sort stork og sortspætte. Af insekter er der forholdsmæssigt rige forekomster af den truede rød skovmyre. I parkens vandløb er der forekomster af bækørreder og padder.